# آدم كريغتون
آدم كريغتون (بالإنجليزية: Adam Creighton)‏ هو لاعب هوكي جليد أمريكي، ولد في 2 يونيو 1965 في بيرلينجتون في كندا.

## وصلات خارجية
- آدم كريغتون على موقع دوري الهوكي الوطني (الإنجليزية)
- آدم كريغتون على موقع قاعة مشاهير الهوكي (لاعب أن.إتش.أل) (الإنجليزية)
- آدم كريغتون على موقع EliteProspects.com (الإنجليزية)
- آدم كريغتون على موقع HockeyDB.com (الإنجليزية)
- آدم كريغتون على موقع Hockey-Reference.com (الإنجليزية)